# Hamdan (plaats)
Hamdan is een bestuurslaag in het regentschap Medan van de provincie Noord-Sumatra, Indonesië. Hamdan telt 5111 inwoners (volkstelling 2010).